# Dionysia leucotricha
Dionysia leucotricha är en viveväxtart som beskrevs av Joseph Friedrich Nicolaus Bornmüller. Dionysia leucotricha ingår i Dionysosvivesläktet som ingår i familjen viveväxter. Inga underarter finns listade i Catalogue of Life.

## Bilder

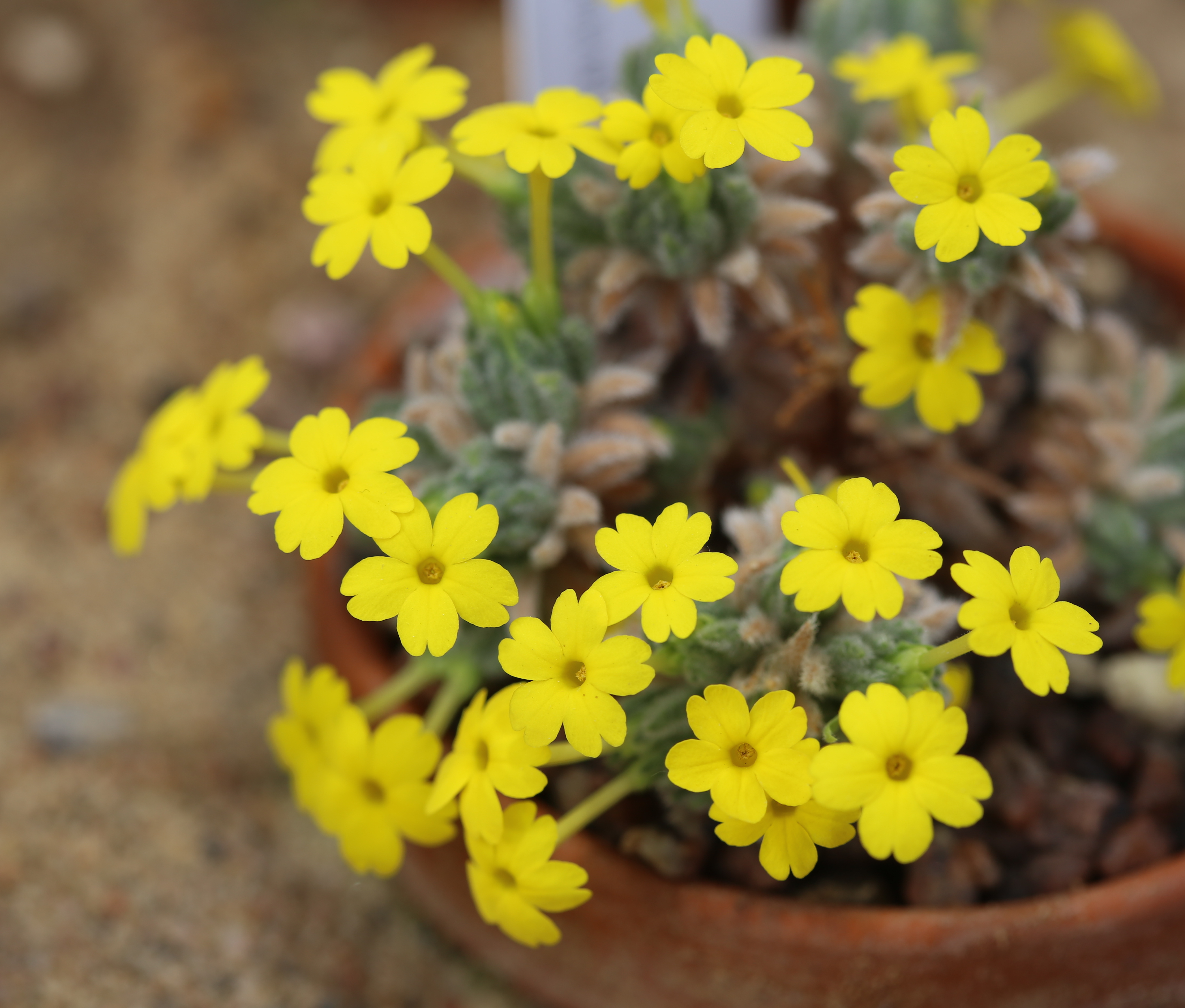
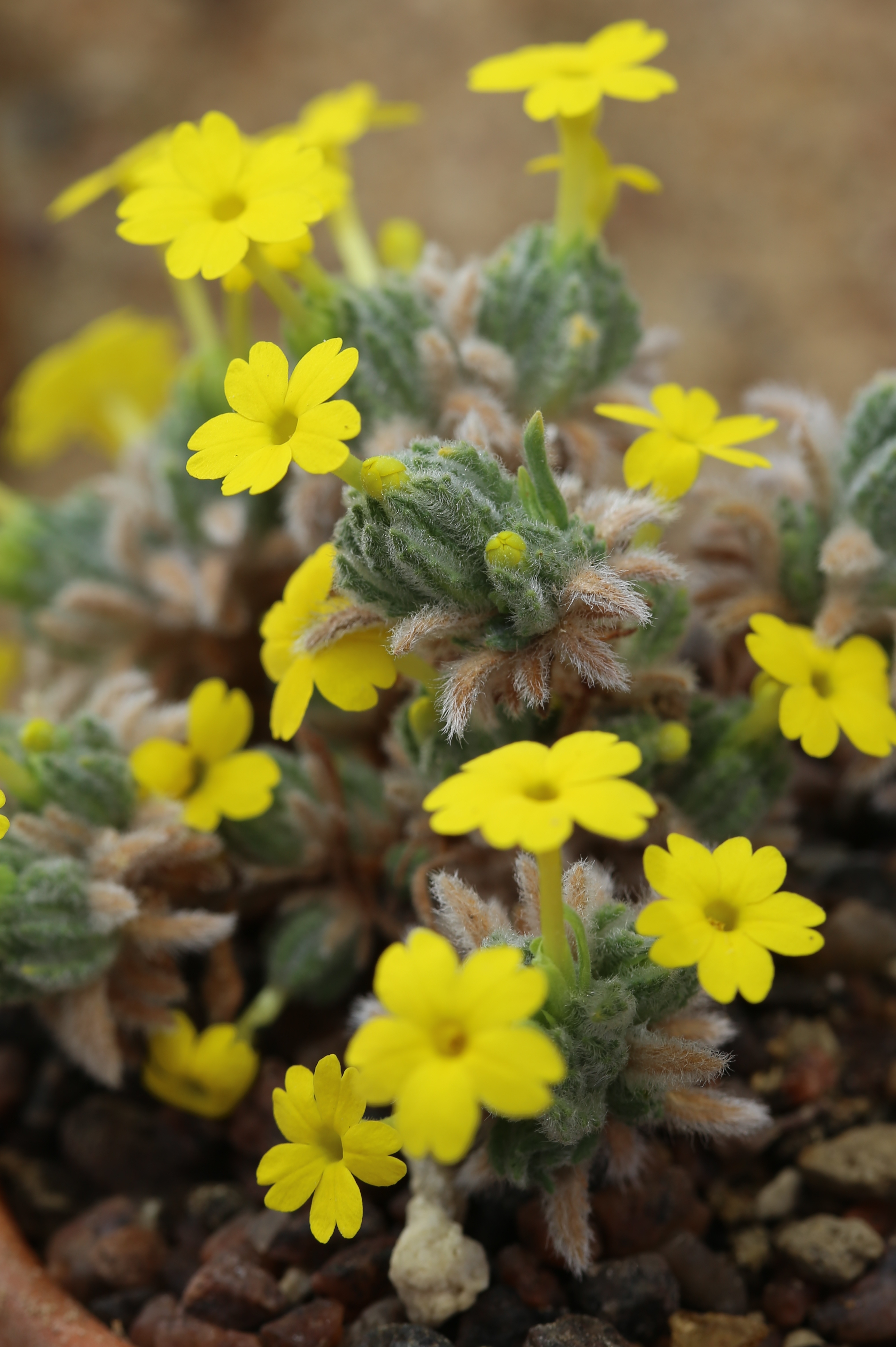
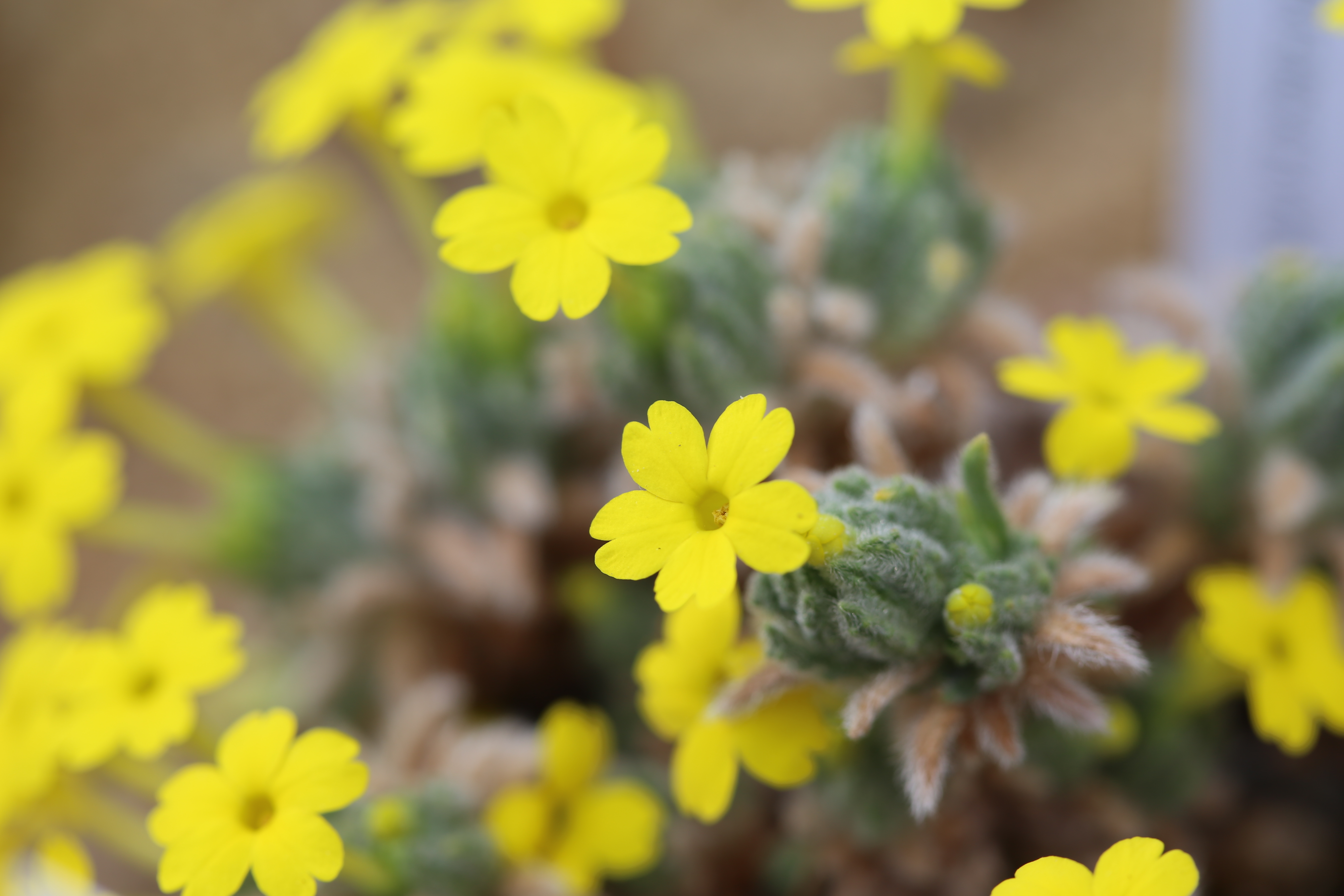